# ナノアート
ナノアート（英: NanoArt）とは、科学技術の発達によって生まれた新しい芸術分野である。題材となるのはナノメートルスケールの構造物で、自然に形成されたものもあれば、人工的に作られたものもある。科学研究所などにおいて電子顕微鏡もしくは走査型プローブ顕微鏡を用いて対象を観察し、2次元もしくは3次元の画像・動画データに記録し、さらに美術的効果のために画像処理を施したうえで、一般観衆の目に届けられる。
ナノアートの目的の一つは、ナノスケール物体の存在や、その合成・加工技術の進歩を世間に広めるためである。ナノアートは世界各地で伝統的な美術展に展示されてきた。また2000年代にはオンラインのナノアート・コンテストがいくつも発足した。その例には、ロサンゼルス・カウンティ美術館で開催された2003年の展示「NANO」、2004年と2005年にニューヨークとローマで開催されたヴィクトリア・ヴェスナとジェームズ・ギムゼフスキーによるインスタレーション「Nanomandala」、マテリアルズ・リサーチ・ソサエティ・ミーティングで2006年から定期的に開催されている「Science as Art」部会がある。
ナノアートの代表例は、2012年にIBMリサーチが制作した1分間のストップモーション・アニメ「ア・ボーイ・アンド・ヒズ・アトム」である。走査型トンネル顕微鏡で撮影された大きさ45×25 nmの画像242枚から作られたもので、男の子が自由に飛び回る原子と出会って友達になる物語である。同作はトライベッカ・オンライン映画祭に出品されたほか、ニューヨーク・テック・ミートアップやワールド・サイエンス・フェスティバルで上映された。
それ以前の2007年には、カナダのサイモンフレーザー大学において、シリコン基板上に約7 nm径のガリウムイオンビームを用いて『Teeny Ted from Turnip Town』という本が書かれた。1ページの大きさは0.07×0.10 mmで30ページからなり、発行部数は100部で独自のISBNを与えられている。
2015年、ジョンティ・ハーウィッツは多光子リソグラフィーと写真測量法を組み合わせてナノ彫刻を作製する新しい手法を確立した。カールスルーエ工科大学と共同で制作された作品 Trust は「世界最小の人型彫刻」のギネス世界記録を獲得した。

## ギャラリー

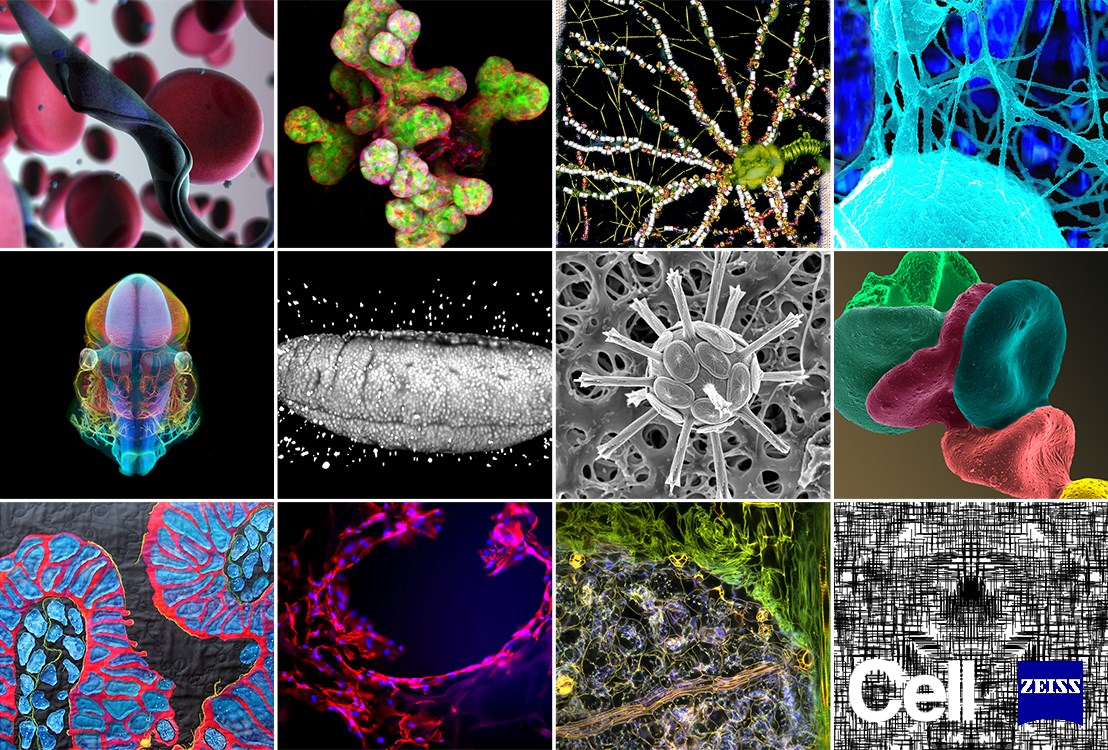
セル・プレスによる2013年セル・ピクチャーショウで選出された優秀作品。